# Oberea seminigra
Oberea seminigra là một loài bọ cánh cứng trong họ Cerambycidae.